# Tobinskatt

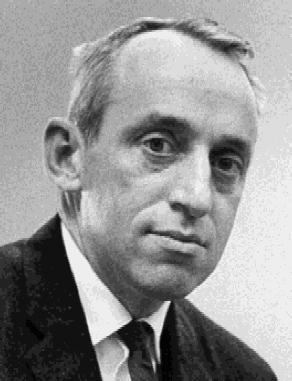
Ekonomen James Tobin, en amerikansk ekonom som är starkt associerad med så kallat "tobinskatt".

Tobinskatt är en föreslagen skatt på internationella valutatransaktioner. Meningen är att det ska lägga band på den kortsiktiga spekulationen i utländska valutor och på så sätt stabilisera valutavärdet. Den föreslagna skattenivån är mellan 0,05 och 1,0 procent. Namnet kommer från den amerikanska ekonomen James Tobin, en mottagare av Sveriges Riksbanks pris i ekonomisk vetenskap till Alfred Nobels minne 1981 och som är starkt förknippat med idén.

## James Tobin
År 1972, strax efter att USA tillkännagett att man överger kopplingen mellan dollar och guld, det vill säga att man lät Bretton Woodssystemet bryta ihop, så föreslog James Tobin ett nytt system för att säkerställa internationell valutastabilitet. Han föreslog i korthet en skatt på valutaväxling till utländska valutor. En ekonomisk debatt uppstod kring förslaget och en hel del kritik. Tobin tog till sig av kritiken och presenterade ett drygt decennium senare, 1995, en ny version av sitt förslag. I den nya versionen är det länderna, framför allt EU, som belägger alla utlån av sin valutor till utländska finansinstitut och bankfilialer med en skatt på cirka 0,04 procent. Denna skatt har ingen negativ verkan på långsiktiga investeringar, men skulle ha en hämmande verkan på det spekulativa flödet, vilket är cirka 50 gånger större än handelsutbytet. Om så endast en stor valuta, till exempel Euron, genomför den så får det betydande verkningar för den spekulativa ekonomin världen över, menade Tobin. Då han intervjuades av Der Spiegel 2001 nämnde han skatten 0,5 procent som lämplig.

## Debatt
Medlemmar av antiglobaliseringsrörelsen började i slutet av 1990-talet att diskutera Tobinskatten. Fokus i diskussionen låg dock inte främst på idén att skatten skulle minska svängningarna i valutakurserna, även om det ingick som en del i resonemanget, utan snarare på möjligheterna att använda skatteintäkterna för att motverka fattigdom i tredje världen. 2001 tog Tobin själv, i det tyska magasinet Der Spiegel, avstånd från antiglobaliseringsrörelsen, men han fortsatte alltjämt att fastslå giltigheten i sitt förslag. Under 2010-talet har Tysklands förbundskansler Angela Merkel och Frankrikes president Nicolas Sarkozy aviserat att ländernas finansministrar kommer att lägga fram ett gemensamt förslag på beskattning av finansiella transaktioner till de europeiska institutionerna i september 2011. Klas Eklund, en svensk ekonom, menar att tobinskatt skulle försämra effektiviteten i ekonomin och tror inte heller att den kan stoppa stora spekulationsvågor. Även Anders Borg, före detta finansminister i Sverige, har uttalat sig skeptisk mot idén.